# World Journal of Surgery
World Journal of Surgery (укр. Світовий журнал хірургії) — рецензований медичний журнал, що охоплює дослідження у галузі хірургії. Він був заснований у 1977 році, і видається компанією Springer Science + Business Media під егідою Міжнародного товариства хірургії, офіційним журналом якої є. Головним редактором з липня 2004 року є Джон Г. Хантер (Орегонський університет охорони здоров'я та науки). Згідно зі звітами про цитування журналу, журнал має коефіцієнт впливу у 2,642.